# Крицкий, Александр Сергеевич
Алекса́ндр Серге́евич Кри́цкий (род. 2 июля 1985 года, Красноярск-45) — бывший российский волейболист. Чемпион мира среди спортсменов не старше 21 года, бронзовый призёр чемпионата России в составе «Факела» из Нового Уренгоя. Мастер спорта России. Известен по игре за красноярский «Енисей», где долгие годы был лидером и капитаном.

## Биография

### Начало карьеры
В детстве занимался баскетболом, но бросил его из-за отсутствия тренера. Волейболом стал заниматься по предложению тренеров Владислава Стравинскаса и Андрея Найко — они заметили рослого парня на одном из ветеранских турниров, где играл его отец.
В 14 лет юный волейболист переехал из Зеленогорска в Красноярск. Причиной стали длительные разъезды: парень играл за взрослую команду города и часто ездил в Красноярск на матчи, из-за чего пропускал учёбу, и это не нравилось родителям. Тогда в семью Крицких приехал директор «Дорожника» Александр Митюков и предложил парню переехать в Красноярск, чтобы играть в клубе на постоянной основе.
Первоначально Крицкий играл в дубле «Дорожника». В 2002 году подписал контракт с красноярским клубом, а через год стал игроком основного состава. В родном клубе играл пять лет, выиграв за это время Кубок Сибири и Дальнего Востока.

### Карьера в «Факеле»
В 2007 году стал волейболистом новоуренгойского «Факела». По словам Крицкого, разговоры о переходе шли ещё с 2005 года, однако решение было принято не сразу. При этом в 2006 году волейболисту поступили предложения сразу от шести клубов Суперлиги.
В составе команды из Ямало-Ненецкого АО стал бронзовым призёром чемпионата России 2009 года. Выступал за «Факел» до 2014 года, стал одним из старожилов команды. Считает новоуренгойский период «золотым временем» в своей карьере.

В 2014 году покинул клуб из-за финансовых проблем.
– У клуба начались проблемы с деньгами, и директор Павел Валерьевич Михайлов сказал: «Пока даже не думай о новом контракте. Сейчас непонятно, что с деньгами. Если есть варианты, то рассмотри их». Началось обновление состава, к основе подтянули много молодых игроков. Спонсоры не хотели помогать клубу. Я оценил обстановку и решил не продлевать контракт.

### После «Факела»
После ухода из новоуренгойского клуба подписал контракт с кемеровским «Кузбассом», однако провёл за команду всего один сезон. При этом стал самым эффективным игроком кемеровской команды, реализовав 59 % атак (162 из 274), войдя по этому показателю в шестёрку лучших волейболистов Суперлиги. В 2015 году вошёл в состав «Нижнего Новгорода», где также провёл один сезон. После «Нижнего Новгорода» один год отыграл в уфимском «Урале».
В 2017 году вернулся в красноярский «Енисей». В новом сезоне получил капитанскую повязку.

### Карьера в сборной
В 2005 году Крицкий в составе молодёжной сборной России (игроки не старше 21 года) стал чемпионом мира. Вместе с ним золотые медали завоевали известные волейболисты Сергей Гранкин, Александр Волков, Евгений Сивожелез и Алексей Остапенко. Также в том составе играл другой воспитанник красноярского волейбола Андрей Максимов, представлявший «Югру-Самотлор».

## Достижения
- Победитель молодёжного чемпионата мира (2005).
- Победитель Кубка Сибири и Дальнего Востока (2007).
- Бронзовый призёр чемпионата России (2008/09).

## Личная жизнь
Женат, воспитывает сына и дочь. Сын Максим — воспитанник волейбольной школы «Енисей», принимал участие в запуске отсчёта до старта чемпионата мира по волейболу 2022 года.
Признавался, что в детстве мечтал стать дальнобойщиком, но потом обзавёлся собственным автомобилем и понял, что мечта несбыточна. В свободное время играет в бильярд и настольный теннис, занимается домашним хозяйством.